# Station Mussidan
Station Mussidan is een spoorwegstation in de Franse gemeente Mussidan, in het departement Dordogne, op de lijn Coutras – Tulle, kilometerpunt 39.719. 
Het station ligt ook op kilometerpunt 545.084 van de lijn Magnac-Touvre - Marmande.  Deze lijn is buiten gebruik en gedeeltelijk opgebroken. 
De halte ligt op 57 m hoogte.
Zij wordt bediend door treinen van het netwerk TER Nouvelle-Aquitaine met bestemmingen Bordeaux, Périgueux en Limoges.
Tevens is zij een eindpunt van de verbinding  Mussidan – Niversac, “Navette ferrovière de Périgueux” genoemd.

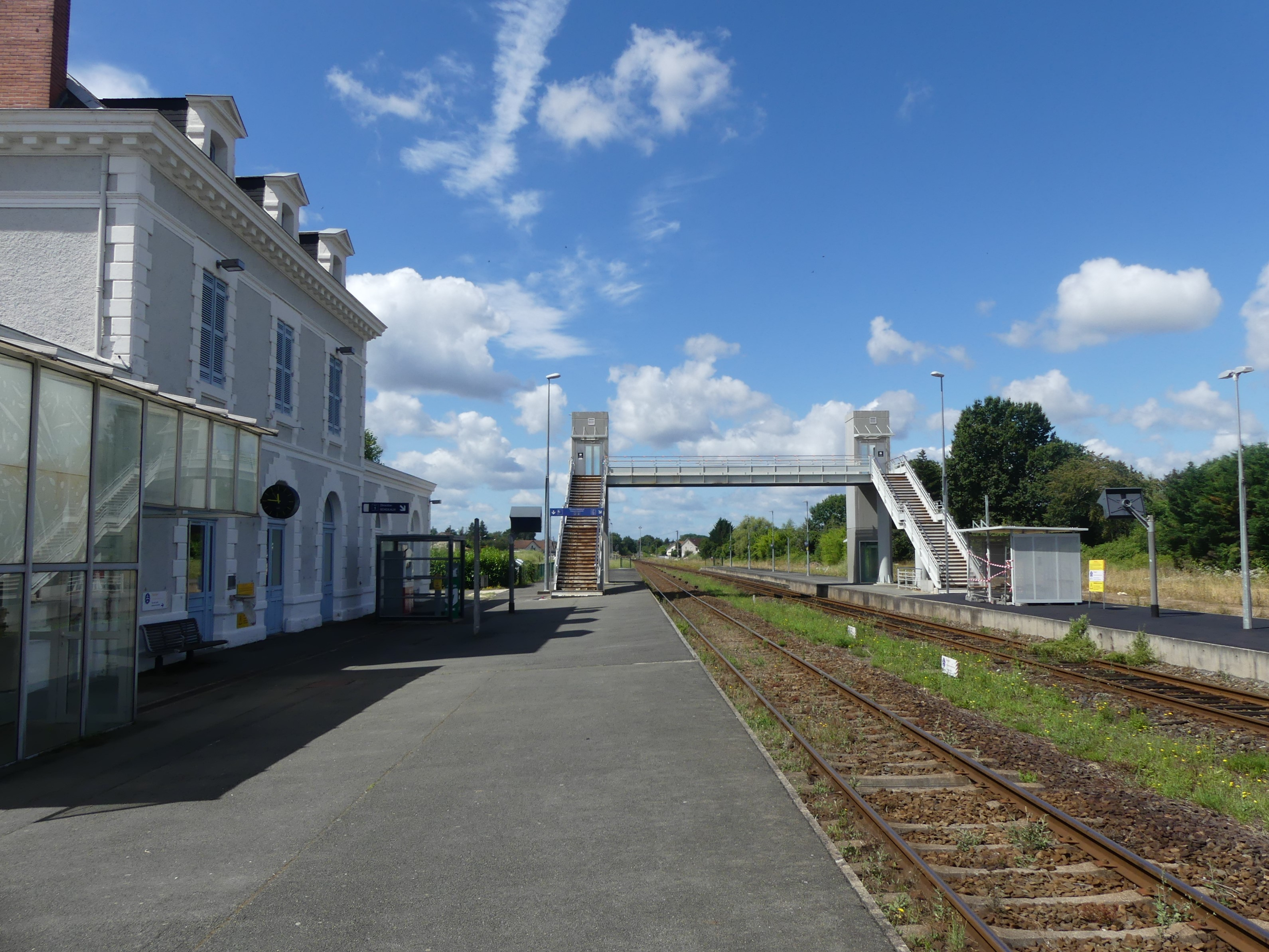
Sporen richting Périgueux